# Saint-Broingt-le-Bois
Saint-Broingt-le-Bois è un comune francese di 69 abitanti situato nel dipartimento dell'Alta Marna nella regione del Grand Est.

## Società

### Evoluzione demografica
Abitanti censiti